# Wereldkampioenschappen boogschieten 1949
De wereldkampioenschappen boogschieten 1949 waren door de Fédération Internationale de Tir à l'Arc (FITA) georganiseerde kampioenschappen voor boogschutters. De 13e editie van de wereldkampioenschappen vond plaats in de Franse hoofdstad Parijs van 9 tot en met 12 augustus 1949.

## Medailles

### Recurve
| Onderdeel             | Goud | Goud                                                    | Zilver | Zilver                                                    | Brons | Brons                                                          |
| --------------------- | ---- | ------------------------------------------------------- | ------ | --------------------------------------------------------- | ----- | -------------------------------------------------------------- |
| Mannen (individueel)  | SWE  | Hans Deutgen                                            | TCH    | František Hadaš                                           | DEN   | Einar Tang-Holbek                                              |
| Mannen (team)         | TCH  | Jiří Baštář Josef Brejcha František Hadaš Václav Karola | SWE    | Yngve Bluhme Sven Danielsson Hans Deutgen Tage Ljungkvist | DEN   | Arne Christensen Bjarne Knudsen Emil Nielsen Einar Tang-Holbek |
| Vrouwen (individueel) | GBR  | Barbara Waterhouse                                      | SWE    | Ragnhild Windahl                                          | GBR   | Trogie Fisher                                                  |
| Vrouwen (team)        | GBR  | Petronella Burr Trogie Fisher Barbara Waterhouse        | SWE    | Birgitta Bange Gun Ellinge Ragnhild Windahl               | FRA   | Collete Beday Irène Cruypenninck Dana Roquepio                 |

### Medaillespiegel
| Plaats | Land                | Goud | Zilver | Brons | Totaal |
| 1      | Verenigd Koninkrijk | 2    | 0      | 1     | 3      |
| 2      | Zweden              | 1    | 3      | 0     | 4      |
| 3      | Tsjecho-Slowakije   | 1    | 1      | 0     | 2      |
| 4      | Denemarken          | 0    | 0      | 2     | 2      |
| 5      | Frankrijk           | 0    | 0      | 1     | 1      |
| Totaal | Totaal              | 4    | 4      | 4     | 12     |